# Tijdlijn van het stads- en streekvervoer
Tijdlijn van het stads- en streekvervoer in het algemeen en het Nederlandse en Belgische stads- en streekvervoer in het bijzonder.

## Negentiende eeuw
- 1832: In New York gaat de eerste tram (een paardentram) ter wereld rijden.
- 10 januari 1863: In Londen wordt tussen de stations Paddington en Farringdon de eerste ondergrondse stadsspoorweg ter wereld geopend. Aan deze Metropolitan Railway dankt de metro zijn naam. Zie: Metro van Londen.
- 25 juni 1864: Tussen Den Haag Parkstraat en Scheveningen rijdt de eerste paardentram in Nederland.
- 1867: De eerste paardentram in België gaat rijden in Brussel.
- 3 juni 1875: De eerste paardentram in Amsterdam rijdt tussen Leidscheplein en Plantage.
- 5 juli 1885: De eerste stoomtram in België gaat rijden tussen Oostende en Middelkerke. Uiteindelijk zou dit de huidige Kusttram-lijn worden. Exploitatie door de Nationale Maatschappij Van Buurtspoorwegen.(NMVB)
- 25 juni 1879: De eerste stoomtram in Nederland gaat rijden tussen station Den Haag NRS en Scheveningen.
- 29 mei 1884: In België wordt de Nationale Maatschappij van Buurtspoorwegen opgericht.
- 2 augustus 1890: De eerste elektrische tram in Nederland, een accutram, gaat rijden tussen het Plein in Den Haag en Scheveningen.
- 18 december 1890: De City & South London Railway, de eerste "echte" (elektrische) metrolijn van de wereld, opent zijn deuren voor het publiek.
- 1894: De eerste elektrische tram in België gaat rijden in Brussel. In Nederland rijdt de eerste elektrische tram met bovenleiding in Vaals (eindpunt lijn Aken-Vaals).
- 3 juli 1899: De eerste binnenlandse elektrische tram met bovenleiding in Nederland rijdt tussen Haarlem en Zandvoort. Vanaf 27 juli 1899 rijdt een elektrische stadslijn, de Ceintuurbaan, rond het centrum van Haarlem.

## Twintigste eeuw
- 14 augustus 1900: De eerste elektrische stadstram met bovenleiding gaat in Amsterdam rijden tussen Leidscheplein en Haarlemmerplein.
- 1 maart 1901: De Wuppertaler Schwebebahn wordt officieel geopend. In oktober 1900 maakte Keizer Wilhelm II al een ritje met dit vervoermiddel.
- 2 september 1902: De elektrische stadstram van Antwerpen rijdt voor het eerst.
- 1904: De eerste elektrische tram met bovenleiding rijdt in Gent.
- 6 augustus 1904: De eerste elektrische tram met bovenleiding rijdt in Den Haag, tussen Plein en Scheveningen Kurhaus.
- 19 september 1905: De eerste elektrische tram rijdt in Rotterdam, tussen Park en Honingerdijk.
- 20 juni 1906: De eerste elektrische tram rijdt in Utrecht, tussen Centraal Station en Vaaltbrug.
- 1 maart 1910: De eerste elektrische tram rijdt in Groningen (stad), tussen Grote Markt en Station.
- 21 mei 1911: De eerste elektrische tram rijdt in Arnhem, tussen Oranjestraat en Velperpoort.
- 4 juni 1911: De eerste elektrische tram rijdt in Nijmegen, tussen Franckenstraat en Keizer Karelplein.
- 1 september 1911: De eerste elektrische tram rijdt in Leiden, tussen Station en Hooge Rijndijk; op 17 oktober wordt de elektrische tram naar Katwijk in dienst gesteld, een jaar later gevolgd door de lijn naar Noordwijk
- 1913: De eerste elektrische tram met bovenleiding rijdt in Brugge.
- 29 oktober 1923: De eerste elektrische tram rijdt in Heerlen, tussen Station en Sittard.
- 27 juni 1927: In Groningen komt bij wijze van proef een trolleybus te rijden. De proef slaagt en Groningen blijft trolleystad tot 9 november 1965.
- 15 juli 1927: De eerste Sneltramlijn in Nederland wordt in Den Haag geopend als tramlijn 11 tussen Station Hollands Spoor en Scheveningen Zeerust.
- 1931: Grootste omvang van het aantal trambedrijven en tramlijnen in Nederland. Daarna zet, als gevolg van de economische crisis, oorlog en vervanging door wegvervoer, de neergang in.
- 15 januari 1939: De laatste ritten van de stadstram in Utrecht.
- 17 september 1944: Tijdens de slag om Arnhem wordt het trambedrijf verwoest. Na de oorlog wordt het niet meer opgebouwd.
- 5 september 1949: Burgemeester Matser van Arnhem opent de eerste Arnhemse trolleylijn van Arnhem naar Velp.
- 16 september 1949: De eerste moderne PCC-car wordt in dienst gesteld in Den Haag.
- 1950: Brugge vervangt als eerste stad in België zijn stadstrams door stadsbussen.
- 9 juli 1952: De eerste Nijmeegse trolleybuslijn wordt officieel geopend. De trolleybus blijft er rijden tot 29 maart 1969.
- 1 februari 1953: Als gevolg van de Watersnood in Zeeland en de Zuid-Hollandse eilanden lijdt de Rotterdamse Tramweg Maatschappij (RTM) grote schade.
- 1955: De laatste ritten van de stadstram in Nijmegen en van de stoomtram Bello naar Bergen aan Zee.
- 1957: De eerste moderne gelede trams worden in dienst gesteld in Amsterdam en Rotterdam.
- 31 augustus 1957: De laatste ritten van de tramlijn Amsterdam - Zandvoort; laatste elektrische smalspoorlijn.
- 31 augustus 1957: De laatste ritten van de tramlijn Doetinchem – Doesburg; laatste stoomtramlijn op 750 mm van de Gelderse Tramwegen.
- 1960: Laatste actieve stoomtrams in Nederland bij de RTM, daarna nog uitsluitend motortrams.
- 9 november 1961: De laatste ritten van de Blauwe Tram van de NZH, via Voorschoten, en de Gele Tram van de HTM, via Wassenaar, tussen Leiden en Den Haag.
- 8 september 1962: 'Sneltramlijn 17' in Amsterdam wordt heropend en verlengd naar Osdorp op een geheel eigen baan.
- 8 januari 1965: Tussen Den Haag en Delft rijden de laatste klassieke interlokale elektrische trams op 1200 volt. Voortaan rijden er PCC-cars.
- 14 februari 1966: Het (behoudens de hiervoor genoemde HTM-buitenlijn) laatste overgebleven interlokale trambedrijf, de RTM, beëindigt de tramdienst op zijn laatste lijn: Spijkenisse – Hellevoetsluis.
- 23 augustus 1966: De eerst CSA1 stadsstandaardbus komt in Amsterdam in dienst.
- 9 februari 1968: Prinses Beatrix opent de eerste Nederlandse metrolijn: de Noord-Zuidlijn van de Rotterdamse metro (nu: lijn D) tussen het Centraal Station en het Zuidplein. Ook komt de verlenging van tramlijn 5 over een spectaculair viaduct naar Schiebroek gereed.
- 1 april 1971: De openbaarvervoerbedrijven NOF en de NTM fuseren tot FRAM.
- 1972: NZH en NACO fuseren tot NZH.
- 1973: NBM en Maarse en Kroon fuseren tot Centraal Nederland.
- 1974: Onderdeel van een PCC-serie in dienst gesteld. Een primeur van de vermogenselektronica voor elektrische tractie mét recuperatie.
- 25 maart 1975: In Antwerpen wordt de premetrotunnel geopend tussen 'Diamant' en 'Groenplaats'. Tot de verlenging van de tunnel tot de linkeroever van de Schelde in 1990, heeft station Groenplaats een ondergrondse keerlus voor de PCC-trams.
- 20 september 1976: Koning Boudewijn opent de Brusselse metro.
- 16 oktober 1977: De Oostlijn van de Amsterdamse metro wordt in gebruik genomen, tussen Weesperplein en de Bijlmermeer, in oktober 1980 verlengd tot het Centraal Station.
- 1977: De NMVB neemt het streekvervoer per bus van de NMBS over.
- 8 mei 1980: De strippenkaart wordt ingevoerd als onderdeel van het Nationaal Tarief Systeem.
- 22 juni 1981: De eerste dubbelgelede chopper-trams van het type GTL van de Haagse tram worden in dienst gesteld.
- 6 mei 1982: De Rotterdamse Oost-Westmetrolijn (nu: lijn A, B en C) wordt geopend.
- 18 december 1983: De Utrechtse sneltram wordt in gebruik genomen tussen Utrecht en Nieuwegein; in 1985 verlengd naar IJsselstein.
- 1 december 1990: De Amstelveenlijn wordt in gebruik genomen.
- 1 januari 1991: De NMVB wordt opgesplitst in de Vlaamse VVM De Lijn en de Waalse SRWT / Transport en Commun (TEC).
- 1 juli 1993: De laatste Haagse PCC-cars worden buiten dienst gesteld.
- 1993: De 'laatste' 'echte' Belgische boerentram, lijn 90 wordt ingekort tot Charleroi--Anderlues. Anno 2022 is dit traject, samen met Charleroi--Gosselies en de Kusttram-lijn het enige wat over is van het eens enorme netwerk der Buurtspoorwegen.
- 1994: Bij een experiment met marktwerking in het openbaar vervoer wint het Amerikaanse Vancom een openbare aanbesteding. Op 8 december 1997 verklaart de rechter het experiment echter als onrechtmatig. Vancom mag blijven rijden, maar minister Jorritsma moet een schadevergoeding betalen aan de VSN-groep.
- 1994: Centraal Nederland wordt opgesplitst tussen NZH en VAD welke laatste verdergaat als Midnet.
- 26 augustus 1994: In Delft wordt de langste intercommunale tramlijn 1 van de HTM verlengd naar Tanthof.
- 9 september 1996: In Rotterdam wordt de Erasmusbrug in gebruik genomen, hiermee komt er na 28 jaar ook weer een tramverbinding tussen Rotterdam-Zuid op de linker- en het centrum van de stad op de rechter Maasoever. De nieuwe lijn 20 gaat hier overheen rijden.
- 31 mei 1997: De Amsterdamse Ringlijnmetro (lijn 50) wordt geopend tussen Isolatorweg (Station Sloterdijk) en Gein.
- 1 juli 1997: De stadsbus in Hasselt (België) wordt gratis.
- Voorjaar 1998: Het internationale vervoerbedrijf Arriva wordt actief in Nederland na overname van de Nederlandse tak van het Amerikaanse Vancom.
- 1 juli 1998: de Kusttram-lijn wordt verlengd naar station De Panne. Zo wordt deze lijn 70 kilometer lang, en eindigt sindsdien aan beide kanten bij een treinstation.[1]
- 10 mei 1999: De VSN-1 bedrijven NZH, Midnet, Oostnet en ZWN gaan verder onder de naam Connexxion.
- 30 mei 1999: Vervoerbedrijf NoordNed gaat van start.

## Eenentwintigste eeuw
- 1 januari 2001: De Wet personenvervoer 2000 treedt in werking.
- 20 april 2001: Het Vlaams Parlement keurt het decreet basismobiliteit goed. Goed openbaar vervoer is daarmee een recht geworden van de Vlaming. Vooral op het platteland zal het OV-aanbod moeten worden vergroot om aan dat recht tegemoet te komen.
- 1 december 2001: De Combino in Amsterdam wordt op de Dam aan het publiek gepresenteerd door o.a. Karin Bloemen en Gordon. Op 22 april 2002 worden de eerste Amsterdamse Combino's officieel in de reizigersdienst ingezet op lijn 13.
- 13 januari 2002: De Zuidtangent, een snelle busdienst op eigen baan van Haarlem via Hoofddorp en Schiphol naar Amsterdam Bijlmer wordt in gebruik genomen.
- 4 november 2002: De Beneluxlijn tussen Rotterdam-West en Hoogvliet wordt geopend. De Calandlijn wordt doorgetrokken naar Spijkenisse De Akkers.
- 7 februari 2003: In Gent worden gratis nachtbussen geïntroduceerd. Gent wil zo het aantal weekendongevallen verminderen. In het najaar van 2003 wint het project een Europese prijs.
- 25 augustus 2003: Burgemeester Ivo Opstelten van Rotterdam neemt de Citadis officieel in gebruik. De trams komen in eerste instantie te rijden op lijn 20.
- 16 oktober 2004: De Haagse tramtunnel wordt in gebruik genomen tussen Centraal Station en Prinsegracht.
- 28 mei 2005: De IJtram van station Amsterdam Centraal via de Piet Heintunnel naar IJburg wordt geopend als lijn 26.
- 31 oktober 2005: Vlaardingen krijgt een tramverbinding met Schiedam en Rotterdam.
- september 2006-november 2007: Ingebruikname in fasen van RandstadRail tussen Rotterdam, Den Haag en Zoetermeer.
- 14 december 2008: Start van het nieuwe Nederlandse vervoerbedrijf Qbuzz.
- 17 augustus 2010: Het Statenwegtracé wordt in gebruik genomen, Randstadrail lijn E rijdt voortaan via Station Rotterdam Centraal. Station Rotterdam Hofplein wordt na ruim een eeuw gesloten.
- 3 november 2011: De strippenkaart is niet meer bruikbaar in het openbaar vervoer in Nederland. Hij is nu overal vervangen door de OV-chipkaart.
- 22 juli 2018: Opening van de Noord-Zuidlijn in Amsterdam.
- 30 september 2019: de voormalige spoorlijn Schiedam – Hoek van Holland is getransformeerd tot metrolijn en wordt in gebruik genomen. Na 2022 volgt nog kleine verlenging naar het strand.[2]
- 14 december 2019: te Utrecht wordt de sneltramlijn naar Utrecht Science Park in gebruik genomen. In juli 2022 is deze lijn aan de bestaande tramlijn gekoppeld. Sindsdien kan men dóór rijden van Nieuwegein/IJsselstein naar de Uithof, via Utrecht CS.[3]
- 28 april 2025: opening van de eerse moderne Luikse tramlijn Sclessin - Luik - Coronmeuse.